# Крепкий орешек (фильм, 1988)
«Крепкий орешек» (англ. Die Hard) — американский боевик 1988 года режиссёра Джона Мактирнана с Брюсом Уиллисом в главной роли. Сценарий написан Джебом Стюартом и Стивеном де Соузой по роману Родерика Торпа «Ничто не вечно». В основе картины — история детектива полиции Нью-Йорка Джона Макклейна, который оказывается втянутым в террористический захват небоскреба в Лос-Анджелесе, когда навещает свою бывшую жену во время рождественской вечеринки.

## Сюжет
В канун Рождества нью-йоркский офицер полиции Джон Макклейн (Брюс Уиллис) прибывает в Лос-Анджелес, чтобы помириться со своей женой Холли (Бонни Беделиа), которая живёт отдельно и делает карьеру юриста-международника в крупной корпорации «Накатоми». Водитель лимузина Аргайл привозит его в небоскрёб «Накатоми Плаза», где проходит рождественская вечеринка, совмещённая с празднованием выгодного для компании контракта, заключённого не без Холли, которая работает под девичьей фамилией, что приводит Макклейна в ярость. Пока Джон переодевается, вечеринка прерывается Гансом Грубером (Алан Рикман), крупным террористом из Западной Германии и его хорошо вооружённой группой: Карлом, Франко, Тони, Тео, Александром, Марко, Кристофом, Эдди, Ули, Генрихом, Фрицем и Джеймсом. Группа захватывает небоскрёб выше 30 этажа, затем они обеспечивают себе безопасность за счёт заложников. В заложники берут всех за исключением Макклейна, которому удаётся ускользнуть, но босиком (в самолёте его сосед посоветовал Макклейну некоторое время походить без обуви, чтобы было легче отойти от авиаперелёта).
Грубер забирает из толпы заложников исполнительного директора «Накатоми» Джозефа Такаги, заявляя, что намерен проучить корпорацию «Накатоми» за её скупость. Затем Ганс пытается узнать у Такаги код от компьютера «Накатоми Плаза», чтобы проникнуть в хранилище здания. Грубер сознаётся, что они используют терроризм как прикрытие, пока они пытаются украсть 640 миллионов долларов в виде облигаций из сейфа «Накатоми». Такаги отказывается сотрудничать, поясняя, что его шифр от компьютера откроет только первый уровень защиты из семи. Не получив ответа, Ганс убивает его, в то время как Макклейн тайно за этим наблюдает. Для того чтобы вызвать полицию, Джон включает пожарную сигнализацию, террористы её отключают и один из них (Тони) приходит разобраться с человеком, её включившим. Макклейн убивает его, затем берёт его оружие и рацию. Рацию он использует для того, чтобы связаться с полицией Лос-Анджелеса. Диспетчеры службы 911 не верят Макклейну до того момента, пока в него не начинают стрелять террористы. Для проверки отправляют сержанта Эла Пауэла (Реджинальд Велджонсон). Тем временем люди Ганса пытаются убить Джона, но полицейский убивает их самих. Пауэл, не найдя ничего странного около небоскрёба, собирается уехать, но Макклейн сбрасывает труп Марко на машину полицейского и начинает стрелять по полицейской машине. Шокированный Эл вызывает подкрепление и вскоре здание окружают. Макклейн берёт сумку убитого Генриха со взрывчаткой С-4 и детонаторы к ней.
Полиция штурмует здание вместе с командой спецназа и бронированной машиной. Атака предотвращена Джеймсом и Александром, которые расстреливают бронированную машину ракетами из противотанкового гранатомёта. Джон скидывает взрывчатку С-4 в шахту лифта, взорвав первые этажи здания, где находились Джеймс и Александр. Работник «Накатоми» Гарри Эллис пытается стать посредником между Гансом и Джоном, чтобы тот вернул детонаторы и выдаёт личность Макклейна Груберу, имея в данном случае и личный мотив: Эллис неравнодушен к жене Макклейна. Макклейн отказался их вернуть, и Ганс убивает Эллиса. Проверяя взрывчатку, заложенную на крыше, Ганс сталкивается с Макклейном. Ганс представляется сбежавшим заложником по имени Билл Клэй и Джон даёт ему оружие. Ганс пытается убить Макклейна, раскрыв себя, но понимает, что в пистолете нет патронов. В этот момент к Гансу на помощь приходят Карл, Франко и Фриц. Джон убивает Фрица и Франко, но вынужден бежать, оставив детонаторы бандитам. Тем временем, взломщик сейфа Тео сообщает Груберу, что справился с шестью механическими замками и остался один электрический.
К «Накатоми Плаза» прибывают агенты ФБР и берут командование на себя. Первым делом они приказывают отключить свет в здании, отключив при этом 10 кварталов в округе. Потеря электричества выводит последний замок хранилища из строя, как и предполагал Грубер. Это позволяет им добраться до облигаций. Ганс требует, чтобы на крышу прислали вертолёт для транспортировки — он намеревается взорвать крышу, чтобы убить заложников и инсценировать собственную смерть. Карл находит Макклейна, герой убивает преступника и отправляется на крышу. Тем временем Ганс видит репортаж новостей с Ричардом Торнбергом, в котором показывают детей Макклейна и, увидев реакцию Холли, находит в её кабинете фотографию семьи Макклейнов, понимая, что Макклейн — муж Холли. Террористы приказывают заложникам идти на крышу, но Ганс берёт Холли с собой, чтобы использовать против Макклейна. Джон убивает Ули и посылает заложников вниз до взрыва, уничтожившего крышу и вертолёт ФБР.
Тео идёт в парковочный гараж, чтобы забрать машину для побега, но его отправляет в нокаут Аргайл, запертый в гараже всё это время. Изнурённый Макклейн находит Холли с Грубером и оставшимися террористами, но обнаруживает, что магазин его автомата пуст, а в пистолете осталось всего 2 патрона. Джон выходит к террористам и сходу вырубает прикладом Кристофа. Он бросает оружие и отвлекает Ганса с Эдди смехом, позволяющим ему схватить спрятанный за спиной пистолет, прикреплённый скотчем к его спине. Внезапно Джон кричит Холли пригнуться и стреляет Гансу в плечо, а последним патроном убивает Эдди выстрелом в голову. Грубер разбивает собой окно, но цепляется за подаренные компанией «Накатоми» Холли наручные часы. В последний момент, когда Грубер уже наводит на Макклейнов пистолет, Джону удаётся расстегнуть браслет часов и Ганс Грубер падает с 32 этажа насмерть.
Макклейна и Холли сопровождают из здания и они встречают Пауэла. Террорист Карл (которого якобы убил Макклейн) выходит из здания под видом заложника и пытается застрелить Джона, но его убивает Пауэл, переборов свой внутренний страх стрелять в людей (который мучил его с тех пор, когда случайно при исполнении служебных обязанностей Пауэлл застрелил подростка). Аргайл выбивает дверь гаража лимузином. Затем прибывает репортёр Торнберг и пробует взять у Джона интервью, но Холли бьёт его в лицо. Аргайл увозит Джона и Холли.

## В ролях
| Актёр         | Роль                    |
| ------------- | ----------------------- |
| Брюс Уиллис   | Джон Макклейн           |
| Бонни Беделиа | Холли Дженнеро-Макклейн |

| Актёр                 | Роль                    |
| --------------------- | ----------------------- |
| Алан Рикман           | Ганс Грубер             |
| Александр Годунов     | Карл                    |
| Кларенс Джильярд-мл.  | спец по компьютерам Тео |
| Андреас Висневски     | Тони брат Карла         |
| Деннис Хэйден         | Эдди                    |
| Бруно Дойон           | Франко                  |
| Джой Плева            | Александр               |
| Лоренцо Каччаланца    | Марко                   |
| Жерар Бонн            | Кристоф                 |
| Альберт Лён           | Ули                     |
| Гэри Робертс          | Генрих                  |
| Ганс Бурингер         | Фриц                    |
| Вильгельм фон Хомбург | Джеймс                  |

| Актёр                 | Роль                                   |
| --------------------- | -------------------------------------- |
| Реджинальд Велджонсон | сержант Эл Пауэл                       |
| Пол Глисон            | зам. начальника полиции Дуэйн Робинсон |
| Роберт Дави           | агент ФБР Биг Джонсон                  |
| Гранд Л.Буш           | агент ФБР Литтл Джонсон                |
| Мэтт Ландерс          | капитан спецназа Митчелл               |
| Кармин Зоззора        | офицер спецназа Ривера                 |
| Энтони Пек            | офицер полиции Рики Уолш               |

| Актёр         | Роль                                                       |
| ------------- | ---------------------------------------------------------- |
| Джеймс Шигета | директор «Накатоми» в Лос-Анджелесе Джозефф Ясинобу Такаги |
| Харт Бокнер   | зав. отдела по иностранным связям Гарри Эллис              |
| Дастин Тейлор | секретарь Холли Джинни                                     |

| Актёр              | Роль                           |
| ------------------ | ------------------------------ |
| Деворо Уайт        | водитель лимузина Аргайл       |
| Уильям Атертон     | репортёр Ричард Торнберг       |
| Трейси Рейнер      | ассистентка Торнберга Мари     |
| Марк Гольдштейн    | менеджер новостной станции Сэм |
| Дэвид Эрсин        | телеведущий Харви Джонсон      |
| Мэри Эллен Трейнор | телеведущая Гейл Уолленс       |
| Билл Маркус        | инженер                        |
| Рик Дукомман       | городской рабочий Уолт         |
| Роберт Лессер      | сосед Джона в самолёте         |
| Бетти Карвальо     | домработница Паулина           |
| Тейлор Фрай        | Люси Макклейн                  |
| Ной Лэнд           | Джон Макклейн-младший          |

## Создание

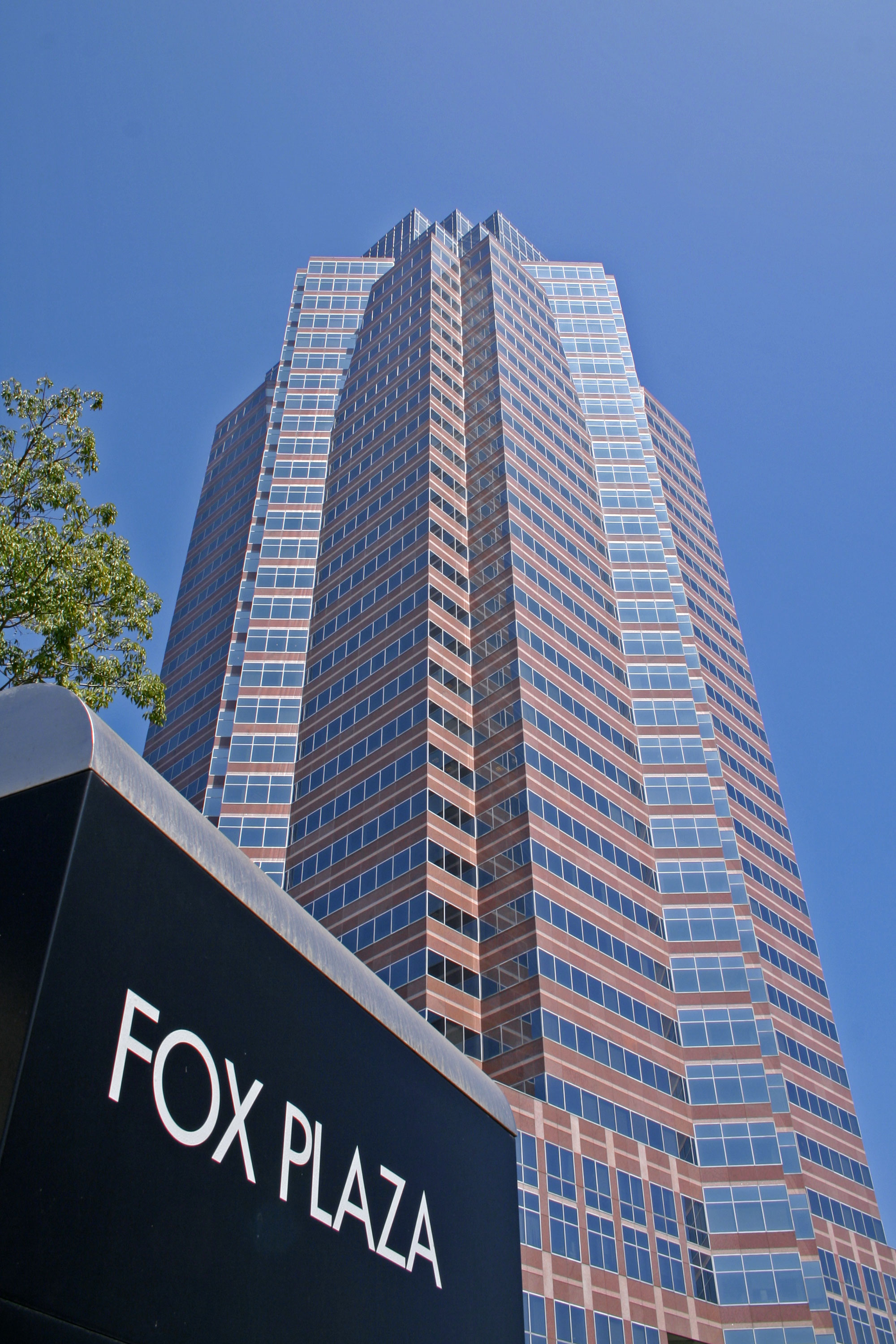
Fox Plaza сыграл роль небоскрёба Nakatomi Plaza, где происходят события фильма.

Работа над картиной началась в 1987 году. Сценарист Джеб Стюарт находился в ужасном финансовом положении. Columbia Pictures отказалась покупать его сценарий, а контракт с Walt Disney Pictures приносил ему мало денег. Агент Джереми Циммер связался с Ллойдом Левином, главой отдела развития продюсерского подразделения 20th Century Fox, Gordon Company.
Роман «Крепкий орешек» является сиквелом «Детектива». По контракту главную роль в «Крепком орешке» должен был сыграть Фрэнк Синатра после фильма «Детектив». В тот время ему было 70 лет и он отказался. На роль рассматривали Сильвестра Сталлоне, Ричарда Гира, Клинта Иствуда, Харрисона Форда, Бёрта Рейнольдса, Ника Нолти, Мела Гибсона, Дона Джонсона, Ричарда Дина Андерсона, Пола Ньюмана, Джеймса Каана и Аль Пачино. Также роль предлагали Арнольду Шварценеггеру, но он отказался из-за съёмок в комедии «Близнецы». Брюс Уиллис был известен в основном своей комедийной ролью в сериале «Детективное агентство „Лунный свет“» вместе с Сибилл Шеперд. Актёр отказался из-за своих контрактных обязательств перед «Детективным агентством «Лунный свет». Когда Шеперд забеременела, производство шоу приостановили на одиннадцать недель. Это дало Уиллису достаточно времени, чтобы получить роль.
Съёмки начались в ноябре 1987 года и завершились в марте 1988 года. Бюджет составил примерно 25—35 миллионов долларов. Съёмки шли в Fox Plaza в Сенчури-Сити. Локацию подобрал художник-постановщик Джексон де Говиа.

## Награды и номинации
| Год  | Результат | Награда или фестиваль          | Категория                         | Результат                                                       |
| ---- | --------- | ------------------------------ | --------------------------------- | --------------------------------------------------------------- |
| 1989 | Номинация | Премия «Оскар»                 | Лучший звуковой монтаж            | Стивен Хантер Флик, Ричард Шорр                                 |
| 1989 | Номинация | Премия «Оскар»                 | Лучшие визуальные эффекты         | Ричард Эдланд, Эл Ди Сарро, Брент Боатс, Тейн Морис             |
| 1989 | Номинация | Премия «Оскар»                 | Лучший монтаж                     | Джон Линк, Фрэнк Уриосте                                        |
| 1989 | Номинация | Премия «Оскар»                 | Лучший звук                       | Дон Дж. Бассман, Кевин Ф. Клири, Ричард Овертон, Эл Овертон мл. |
| 1989 | Победа    | BMI Film & TV Awards           | BMI Film Music Award              |                                                                 |
| 1989 | Номинация | Edgar Allan Poe Awards         | Лучший фильм                      |                                                                 |
| 1990 | Победа    | Awards of the Japanese Academy | Лучший фильм на иностранном языке |                                                                 |
| 1990 | Победа    | Blue Ribbon Awards             | Лучший фильм на иностранном языке |                                                                 |

В июне 2003 года антагонист фильма Ганс Грубер (актёр Алан Рикман) занял 46-е место среди 50 злодеев в списке 100 лучших героев и злодеев по версии AFI (Американский институт киноискусства).